# Pudao (dystrykt)
Pudao (birm.: ပူတာအိုခရိုင်, ang. Putao District) – dystrykt w Mjanmie, w stanie Kaczin.
Dystrykt leży w północnej części stanu, nad rzekami Mali Hka i Nmai Hka. Graniczy z Indiami i Chinami.
Według spisu z 2014 roku zamieszkuje tu 91 257 osób, w tym 45 366 mężczyzn i 45 891 kobiet, a ludność miejska stanowi 24,2% populacji.
Dystrykt dzieli się na 5 townships: Pudao, Sumprabum, Machanbaw, Khaunglanphoo, Naungmoon oraz 1 subtownship: Pannandin.